# Коэффициент оперативного напряжения
Коэффициент оперативного напряжения (англ. Operational Tempo), сокращенно КОН или коэффициент оперативного использования сил — один из важнейших параметров, характеризующих эффективность эксплуатации оружейного комплекса и показывающий возможность использования комплекса для боевого применения. Как правило, применяется к боевым кораблям и подводным лодкам. Согласно определению, КОН рассчитывается как отношение времени которое корабль (или несколько кораблей) находился в районах боевого предназначения к общему сроку службы корабля. 
Например если для ПЛАРБ указывается КОН = 0,5 за некий год, то это значит что в течение этого года 50 % времени лодка находилась на боевом дежурстве. Для ПЛАРБ с ракетами межконтинентальной дальности кроме нахождения непосредственно в назначенном районе при расчёте КОН могут учитываться дежурства в пункте базирования и время перехода от пункта базирования в районы патрулирования.
В практике ВМФ СССР и России коэффициент оперативного напряжения безразмерный и изменяется от 0 до 1,0. В ВМФ США аналог КОН — англ. Operational Tempo — выражается в процентах изменяется от 0 до 100 %.